# Innsbrook (Missouri)
Pour les articles homonymes, voir Innsbrook.
Innsbrook est un village, intégralement compris dans une résidence fermée, situé au centre-est du comté de Warren, dans le Missouri, aux États-Unis,. Il est fondé en 1999.

## Démographie
Lors du recensement de 2010, le village comptait une population de 552 habitants. Elle est estimée, en 2016, à 588 habitants.

### Source de la traduction
- (en) Cet article est partiellement ou en totalité issu de l’article de Wikipédia en anglais intitulé « Innsbrook, Missouri » (voir la liste des auteurs).